# 3400 Aotearoa
3400 Aotearoa eller 1981 GX är en asteroid i huvudbältet som upptäcktes den 2 april 1981 av det nyzeeländska astronomparet Pamela M. Kilmartin och Alan C. Gilmore vid Mount John University Observatory. Den är uppkallad efter det maoriska namnet på Nya Zeeland.
Den tillhör asteroidgruppen Hungaria.